# Arseni Semionov
Pour les articles homonymes, voir Semionov.
Arseni Nikiforovitch Semionov (en russe : Арсений Никифорович Семёнов), né le 23 janvier 1911 à Maksimovo (voblast de Vitebsk) et mort le 13 septembre 1992 à Saint-Pétersbourg, est un peintre et professeur russe.